# 夏威夷脂眼鯡
夏威夷脂眼鯡為輻鰭魚綱鲱形目鲱科的其中一種，分布於太平洋夏威夷群島海域，體長可達14.1公分，棲息在沿海海域，生活習性不明。

## 擴展閱讀
維基物種上的相關：夏威夷脂眼鯡